# ژانا پروخورنکو
ژانا پروخورنکو (اوکراینی: Жаннета "Жанна" Трофимівна Прохоренко؛ ۱۱ مهٔ ۱۹۴۰ – ۱ اوت ۲۰۱۱) یک هنرپیشه اهل اتحاد جماهیر شوروی سوسیالیستی بود. وی بین سال‌های ۱۹۵۹ تا ۲۰۰۲ میلادی فعالیت می‌کرد.
از فیلم‌هایی که وی در آن نقش داشته‌است می‌توان به چکامه یک سرباز اشاره کرد.